# Rio Cotaxtla
O Rio Cotaxtla é um rio mexicano que nasce dentro dos limites entre os estados de Puebla e Veracruz a 5700 metros sobre o nível do mar, avançando para o oeste em um terreno acidentado, alimentado pelas ladeiras de Citlaltépetl.